# Hercostomus
Hercostomus is een vliegengeslacht uit de familie van de slankpootvliegen (Dolichopodidae).

## Soorten
- H. albiceps (Loew, 1861)
- H. albipodus Harmston and Knowlton, 1941
- H. aldrichi (Robinson, 1964)
- H. anarmostus Melander, 1900
- H. annulatus (Van Duzee, 1926)
- H. annulipes (Robinson, 1964)
- H. anomalocerus (Robinson, 1964)
- H. apollo (Loew, 1869)
- H. appendiculatus (Loew, 1859)
- H. argentifrons Oldenberg, 1916
- H. armenorum Stackelberg, 1934
- H. aurifer (Thomson, 1869)
- H. barbatulus (Loew, 1861)
- H. blepharopus Loew, 1871
- H. brevipes Van Duzee, 1933
- H. brunneifacies Robinson, 1960
- H. cacheae Harmston and Knowlton, 1941
- H. californicus (Van Duzee, 1920)
- H. campsicnemoides (Robinson, 1964)
- H. canariensis Santos Abreu, 1929
- H. caucasicus Stackelberg, 1934
- H. caudatus (Loew, 1859)
- H. coloradensis Harmston, 1952
- H. consanguineus Harmston, 1952
- H. constrictus (Robinson, 1964)
- H. convergens Loew, 1857
- H. costalis Van Duzee, 1923
- H. costatus (Loew, 1857)
- H. coxalis (Loew, 1864)
- H. crassicauda (Loew, 1861)
- H. cryptus Harmston and Knowlton, 1941
- H. cumberlandensis (Robinson, 1964)
- H. cuneicornis (Robinson, 1964)
- H. currani Van Duzee, 1930
- H. cypricus Parent, 1937
- H. chaerophylli (Meigen, 1824)
- H. chaetilamellus Harmston and Knowlton, 1941
- H. chetifer Walker, 1849
- H. chrysozygos (Wiedemann, 1817)
- H. dacicus Parvu, 1991
- H. debilis (Loew, 1861)
- H. despicatus (Loew, 1861)
- H. difficilis (Loew, 1861)
- H. discriminatus Parent, 1925
- H. dorsalis (Van Duzee, 1914)
- H. exarticulatus (Loew, 1857)
- H. excipiens Becker, 1907
- H. exilis (Loew, 1861)
- H. fimbriatus (Loew, 1861)
- H. flaviciliatus (Van Duzee, 1914)
- H. flavipes (von Roder, 1884)
- H. flavitarsis Van Duzee, 1925
- H. flaviventris (Robinson, 1964)
- H. flavus (Loew, 1861)
- H. floridensis (Robinson, 1964)
- H. flutatus Harmston and Knowlton, 1945
- H. frequens (Loew, 1861)
- H. fugax (Loew, 1857)
- H. fulvicaudis (Walker, 1851)
- H. fuscipennis (Meigen, 1824)
- H. gavarniae Parent, 1928
- H. germanus (Wiedemann, 1817)
- H. gracilis (Stannius, 1831)
- H. griseifrons Becker, 1910
- H. humilis (Loew, 1864)
- H. hybridus (Robinson, 1964)
- H. impudicus Wheeler, 1899
- H. indianus Harmston, 1952
- H. inornatus (Loew, 1857)
- H. insularum Becker, 1917
- H. labiatus (Loew, 1871)
- H. laevigatus (Loew, 1861)
- H. laffooni (Robinson, 1964)
- H. laufferi Strobl, 1909
- H. lichtwardti Villeneuve, 1899
- H. lividifrons (Van Duzee, 1926)
- H. longilamellus Harmston and Knowlton, 1940
- H. longiventris (Loew, 1857)
- H. lorifer Mik, 1878
- H. lunifer (Loew, 1861)
- H. luteus Parent, 1927
- H. maculiventris Van Duzee, 1925
- H. meniscoides (Robinson, 1964)
- H. meniscus (Loew, 1864)
- H. minutus (Loew, 1861)

- H. mirificus (Melander, 1900)
- H. morenae (Strobl, 1899)
- H. nanus (Macquart, 1827)
- H. neocryptus Harmston and Knowlton, 1941
- H. nigribarbus (Loew, 1861)
- H. nigricomus (Robinson, 1964)
- H. nigricoxa (Van Duzee, 1924)
- H. nigrifacies Van Duzee, 1933
- H. nigrihalteratus Becker, 1909
- H. nigrilamellatus (Macquart, 1827)
- H. nigripennis (Fallen, 1823)
- H. nigriplantis (Stannius, 1831)
- H. obscurus (Say, 1823)
- H. obtusicauda (Van Duzee, 1924)
- H. occidentalis Cole, 1912
- H. ohioensis (Robinson, 1964)
- H. opacus (Loew, 1861)
- H. orbicularis Harmston, 1952
- H. ovaticornis Van Duzee, 1933
- H. pallidiciliatus Van Duzee, 1930
- H. pandellei Parent, 1926
- H. parvicornis (Loew, 1861)
- H. parvilamellatus (Macquart, 1827)
- H. parvulus Parent, 1928
- H. phoebus Parent, 1927
- H. pilifer (Loew, 1859)
- H. placidus (Loew, 1873)
- H. plagiatus (Loew, 1857)
- H. pokornyi Mik, 1889
- H. politus (Loew, 1861)
- H. praeceps Loew, 1869
- H. propriofacies (Robinson, 1964)
- H. pseudodebilis (Robinson, 1964)
- H. purpuratus Van Duzee, 1925
- H. purus Harmston and Knowlton, 1963
- H. pusillus (Loew, 1864)
- H. quadrifilatus (Strobl, 1899)
- H. robustus Van Duzee, 1925
- H. rogenhoferi (Mik, 1878)
- H. rostellatus (Loew, 1871)
- H. ruficauda (Zetterstedt, 1859)
- H. rusticus (Meigen, 1824)
- H. sahlbergi (Zetterstedt, 1838)
- H. santosi Parent, 1929
- H. scotias (Loew, 1861)
- H. schlingeri Harmston and Knowlton, 1963
- H. separatus d'Assis-Fonseca, 1976
- H. setosa (Van Duzee, 1913)
- H. sharpi (Robinson, 1964)
- H. singularis (Van Duzee, 1924)
- H. spectabilis (Loew, 1861)
- H. stanfordi Harmston and Knowlton, 1940
- H. stroblianus Becker, 1917
- H. subdilatatus (Loew, 1861)
- H. subulatus (Loew, 1861)
- H. synolcus Steyskal, 1966
- H. tenebricosus Vaillant, 1973
- H. tennesseensis (Robinson, 1964)
- H. tenuicauda (Van Duzee, 1928)
- H. tibialis (Van Duzee, 1913)
- H. transsylvanicus Parvu, 1987
- H. tristis (Loew, 1864)
- H. truncatus Harmston and Knowlton, 1940
- H. unicolor Loew, 1864
- H. utahensis Harmston and Knowlton, 1940
- H. vanduzeei (Curran, 1930)
- H. ventralis (Loew, 1861)
- H. verbekei Pollet, 1993
- H. vernaculus (Van Duzee, 1924)
- H. vetitus Melander, 1900
- H. violaceus (Van Duzee, 1921)
- H. vivax (Loew, 1857)
- H. vockerothi (Robinson, 1964)
- H. wasatchensis Harmston and Knowlton, 1943
- H. weemsi (Robinson, 1964)